# 黑石關戰鬥
黑石關戰鬥發生於1929年10月26日至11月30日，地點則是在中國豫北一帶，是國民革命軍內部所發生的內戰戰鬥之一。黑石關戰鬥的交戰雙方，一方為蔣介石所屬51師劉興 (民國)及龔浩部，另一方為馮玉祥支持西北軍的龐炳勛軍隊。該戰鬥引發西北軍與中國中央軍的激戰，參戰者包含西北軍張自忠、孫良誠、梁冠英及程心明等。